# Кларк (Мисури)
Кларк (енгл. Clark) град је у америчкој савезној држави Мисури.

## Демографија
По попису из 2010. године број становника је 298, што је 23 (8,4%) становника више него 2000. године.
| Група             | 2000.       | 2010.       |
| Белци             | 266 (96,7%) | 287 (96,3%) |
| Афроамериканци    | 0 (0,0%)    | 1 (0,3%)    |
| Азијати           | 0 (0,0%)    | 1 (0,3%)    |
| Хиспаноамериканци | 3 (1,1%)    | 4 (1,3%)    |
| Укупно            | 275         | 298         |